# César (1936)
César is een Frans melodrama, geregisseerd door Marcel Pagnol, dat werd uitgebracht in 1936.
De film vormt het derde en laatste luik van de verfilming van de Marseille-trilogie, waarvan de eerste twee luiken oorspronkelijk werden voor het toneel geschreven door Marcel Pagnol. Het derde deel werd rechtstreeks voor het grote scherm geschreven en verfilmd door Pagnol zelf. Pas tien jaar later werd het ook opgevoerd.

## Verhaal
Twintig jaar zijn verstreken sinds Marius is weggegaan uit Marseille. Césariot, de zoon van Fanny en Marius, werd liefdevol geadopteerd door Panisse, de rijke en veel oudere zeilmaker met wie Fanny is gehuwd na Marius' vertrek. Césariot heeft ondertussen briljante studies afgerond aan de École Polytechnique. Panisse ligt op sterven maar kan het niet over zijn hart krijgen Césariot te vertellen dat hij zijn echte vader niet is.
Nadat hij is overleden biecht zijn weduwe Fanny haar zoon op dat Marius zijn biologische vader is. Marius is de zoon van barman César, Césariots peter. Césariot raakt in de war omdat Marius altijd werd afgeschilderd als een marginaal die jaren geleden Marseille is ontvlucht. Hij wil er het fijne van weten en daarom trekt hij op onderzoek uit naar Toulon waar Marius een garage uitbaat. Hij probeert zijn vader incognito te ontmoeten. 

## Rolverdeling
| Acteur          | Personage               | Rolbeschrijving              |
| --------------- | ----------------------- | ---------------------------- |
| Raimu           | César Ollivier          |                              |
| Pierre Fresnay  | Marius Ollivier         | zijn zoon                    |
| Orane Demazis   | Fanny Cabanis           | schelpenverkoopster          |
| Charpin         | Honoré Panisse          |                              |
| André Fouché    | Césariot Panisse        | zoon van Fanny en van Marius |
| Alida Rouffe    | Honorine Cabanis        |                              |
| Milly Mathis    | Claudine Foulon         | tante van Fanny              |
| Robert Vattier  | Monsieur Brun           | verificateur bij de douane   |
| Paul Dullac     | Félix Escartefigue      | kapitein van de ferry-boat   |
| Marcel Maupi    | Innocent Mangiapan      | stuurman van de ferry-boat   |
| Édouard Delmont | dokter Félicien Venelle |                              |
| Robert Bassac   | Pierre Dromard          | Parijse vriend van Césariot  |
| Rellys          | bediende van Panisse    |                              |